# 角門東駅
角門東駅（かくもんひがしえき）は、北京市豊台区に位置する北京地下鉄10号線の駅である。

## 駅構造
島式ホーム1面2線を有する地下駅。

## 歴史
- 2013年5月5日 - 開業。

## 隣の駅
北京地下鉄
■10号線
大紅門駅 - 角門東駅 - 角門西駅
座標: 北緯39度50分38秒 東経116度22分44秒 / 北緯39.8439度 東経116.3789度